# Snowboard aux Jeux olympiques de 2018
Navigation
Sotchi 2014 Pékin 2022
Les épreuves de snowboard aux Jeux olympiques d'hiver de 2018 ont lieu du 10 au 24 février 2018 au Parc de neige de Bokwang et au Centre de saut à ski d'Alpensia, à Pyeongchang, en Corée du Sud. Il s'agit de la 6e apparition du snowboard aux Jeux olympiques. Une nouvelle discipline fait son apparition lors de ces jeux, le Big air.

## Qualifications
La qualification des athlètes est basée sur un minimum de points FIS à atteindre sur la liste des points FIS du 22 janvier 2018. Parallèlement, les athlètes doivent se classer parmi les 30 premiers lors d'une manche de coupe du monde ou lors des Championnats du monde de snowboard 2017.

## Calendrier
| Heure | Horaire local de l'épreuve (UTC +9) Heure de Paris (UTC +1) |

| Épreuves ou évènements               | Épreuves ou évènements               | Journées de compétition | Journées de compétition | Journées de compétition | Journées de compétition | Journées de compétition | Journées de compétition | Journées de compétition | Journées de compétition | Journées de compétition | Journées de compétition | Journées de compétition | Journées de compétition | Journées de compétition | Journées de compétition | Journées de compétition | Journées de compétition | Journées de compétition | Journées de compétition |
| Épreuves ou évènements               | Épreuves ou évènements               | J                       | V                       | S                       | D                       | L                       | M                       | M                       | J                       | V                       | S                       | D                       | L                       | M                       | M                       | J                       | V                       | S                       | D                       |
| Épreuves ou évènements               | Épreuves ou évènements               | 8                       | 9                       | 10                      | 11                      | 12                      | 13                      | 14                      | 15                      | 16                      | 17                      | 18                      | 19                      | 20                      | 21                      | 22                      | 23                      | 24                      | 25                      |
| Épreuves ou évènements               | Épreuves ou évènements               | Février 2018            |                         |                         |                         |                         |                         |                         |                         |                         |                         |                         |                         |                         |                         |                         |                         |                         |                         |
| Cérémonies d'ouverture et de clôture | Cérémonies d'ouverture et de clôture |                         | •                       |                         |                         |                         |                         |                         |                         |                         |                         |                         |                         |                         |                         |                         |                         |                         | •                       |
|                                      |                                      |                         |                         |                         |                         |                         |                         |                         |                         |                         |                         |                         |                         |                         |                         |                         |                         |                         |                         |
| Hommes                               |                                      |                         |                         |                         |                         |                         |                         |                         |                         |                         |                         |                         |                         |                         |                         |                         |                         |                         |                         |
| Slalom géant parallèle               |                                      |                         |                         |                         |                         |                         |                         |                         |                         |                         |                         |                         |                         |                         | 12:00 04:00             |                         | 12:00 04:00             |                         |                         |
| Half-Pipe                            |                                      |                         |                         |                         |                         | 13:00 05:00             | 10:30 02:30             |                         |                         |                         |                         |                         |                         |                         |                         |                         |                         |                         |                         |
| Cross                                |                                      |                         |                         |                         |                         |                         |                         | 11:00 03:00             |                         |                         |                         |                         |                         |                         |                         |                         |                         |                         |                         |
| Slopestyle                           |                                      |                         | 10:00 02:00             | 10:00 02:00             |                         |                         |                         |                         |                         |                         |                         |                         |                         |                         |                         |                         |                         |                         |                         |
| Big air                              |                                      |                         |                         |                         |                         |                         |                         |                         |                         |                         |                         |                         |                         | 09:30 01:30             |                         |                         | 10:00 02:00             |                         |                         |
|                                      |                                      |                         |                         |                         |                         |                         |                         |                         |                         |                         |                         |                         |                         |                         |                         |                         |                         |                         |                         |
| Femmes                               |                                      |                         |                         |                         |                         |                         |                         |                         |                         |                         |                         |                         |                         |                         |                         |                         |                         |                         |                         |
| Slalom géant parallèle               |                                      |                         |                         |                         |                         |                         |                         |                         |                         |                         |                         |                         |                         |                         | 12:00 04:00             |                         | 12:00 04:00             |                         |                         |
| Half-Pipe                            |                                      |                         |                         |                         | 13:30 05:30             | 10:00 02:00             |                         |                         |                         |                         |                         |                         |                         |                         |                         |                         |                         |                         |                         |
| Cross                                |                                      |                         |                         |                         |                         |                         |                         |                         | 10:00 02:00             |                         |                         |                         |                         |                         |                         |                         |                         |                         |                         |
| Slopestyle                           |                                      |                         |                         | 13:30 05:30             | 10:00 02:00             |                         |                         |                         |                         |                         |                         |                         |                         |                         |                         |                         |                         |                         |                         |
| Big air                              |                                      |                         |                         |                         |                         |                         |                         |                         |                         |                         |                         | 09:30 01:30             |                         |                         |                         | 09:30 01:30             |                         |                         |                         |
|                                      |                                      |                         |                         |                         |                         |                         |                         |                         |                         |                         |                         |                         |                         |                         |                         |                         |                         |                         |                         |

## Résultats
| Épreuve                | Médaille d'or                      | Médaille d'argent                        | Médaille de bronze                      |
| Hommes                 | Hommes                             | Hommes                                   | Hommes                                  |
| ---------------------- | ---------------------------------- | ---------------------------------------- | --------------------------------------- |
| Slalom géant parallèle | Nevin Galmarini (Suisse)           | Lee Sang-ho (Corée du Sud)               | Zan Kosir (Slovénie)                    |
| Half-pipe              | Shaun White (États-Unis)           | Ayumu Hirano (Japon)                     | Scotty James (Australie)                |
| Cross                  | Pierre Vaultier (France)           | Jarryd Hughes (Australie)                | Regino Hernández (Espagne)              |
| Slopestyle             | Redmond Gerard (États-Unis)        | Maxence Parrot (Canada)                  | Mark McMorris (Canada)                  |
| Big air                | Sébastien Toutant (Canada)         | Kyle Mack (États-Unis)                   | Billy Morgan (Grande-Bretagne)          |
| Femmes                 |                                    |                                          |                                         |
| Slalom géant parallèle | Ester Ledecká (République tchèque) | Selina Jörg (Allemagne)                  | Ramona Theresia Hofmeister (Allemagne)  |
| Half-pipe              | Chloe Kim (États-Unis)             | Liu Jiayu (Chine)                        | Arielle Gold (États-Unis)               |
| Cross                  | Michela Moioli (Italie)            | Julia Pereira de Sousa-Mabileau (France) | Eva Samková (République tchèque)        |
| Slopestyle             | Jamie Anderson (États-Unis)        | Laurie Blouin (Canada)                   | Enni Rukajärvi (Finlande)               |
| Big air                | Anna Gasser (Autriche)             | Jamie Anderson (États-Unis)              | Zoi Sadowski-Synnott (Nouvelle-Zélande) |

## Tableau des médailles
| Rang | Pays               | Médaille d'or, Jeux olympiques | Médaille d'argent, Jeux olympiques | Médaille de bronze, Jeux olympiques | Total |
| 1    | États-Unis         | 4                              | 2                                  | 1                                   | 7     |
| 2    | Canada             | 1                              | 2                                  | 1                                   | 4     |
| 3    | France             | 1                              | 1                                  | 0                                   | 2     |
| 4    | République tchèque | 1                              | 0                                  | 1                                   | 2     |
| 5    | Autriche           | 1                              | 0                                  | 0                                   | 1     |
| 5    | Italie             | 1                              | 0                                  | 0                                   | 1     |
| 5    | Suisse             | 1                              | 0                                  | 0                                   | 1     |
| 8    | Australie          | 0                              | 1                                  | 1                                   | 2     |
| 8    | Allemagne          | 0                              | 1                                  | 1                                   | 2     |
| 10   | Chine              | 0                              | 1                                  | 0                                   | 1     |
| 10   | Corée du Sud       | 0                              | 1                                  | 0                                   | 1     |
| 10   | Japon              | 0                              | 1                                  | 0                                   | 1     |
| 13   | Espagne            | 0                              | 0                                  | 1                                   | 1     |
| 13   | Finlande           | 0                              | 0                                  | 1                                   | 1     |
| 13   | Grande-Bretagne    | 0                              | 0                                  | 1                                   | 1     |
| 13   | Nouvelle-Zélande   | 0                              | 0                                  | 1                                   | 1     |
| 13   | Slovénie           | 0                              | 0                                  | 1                                   | 1     |